# Neoperla magisterchoui
Neoperla magisterchoui är en bäcksländeart som beskrevs av Du 2000. Neoperla magisterchoui ingår i släktet Neoperla och familjen jättebäcksländor. Inga underarter finns listade i Catalogue of Life.